# Badia Gran
Badia Gran és una urbanització d'habitatges unifamiliars, al terme municipal de Llucmajor. Situada a la costa que va del cap de Regana al cap Enderrocat, entre ses Males Pesqueres al sud i el Pujador des Frares o Davallador de Pedrafort al nord. Ocupa terres anomenades els Marsals, de la possessió de sa Torre. S'inicià el 1969, promoguda per la societat Bahía Grande SA, de capital mallorquí i català. Es desenvolupà en dues fases: 1969-1972 (Badia Gran pròpiament dita) i 1972-1975 (Badia Blava, al nord del Devallador de Pedrafort). Dividida en 710 solars, el 70% dels quals està construït. Té zona comercial, esportiva i una escola pública. Fou lliurada a l'Ajuntament de Llucmajor el 1976